# Alexicles
Alexicles (en griego antiguo: Ἀλεξικλῆς) fue un stratego (general) ateniense que perteneció al partido oligárquico de Atenas. Después de la revolución de 411 a. C., él y varios de sus compañeros abandonaron la ciudad y se fueron a Decelia. Pero después fue hecho prisionero en El Pireo y sentenciado a muerte por su participación en la inculpación de Frínico.